# Buteo sanya
Buteo sanya (канюк хайнаньський) — вимерлий вид яструбоподібних птахів родини яструбових (Accipitridae). Вид був описаний у 1998 році за викопними рештками, знайденими в печері Луобідан на острові Хайнань в Китаї.